# Perrig Quéméneur
Perrig Quéméneur (* 26. April 1984 in Landerneau) ist ein ehemaliger französischer Radrennfahrer.

## Sportliche Karriere
Nachdem Quéméneur im August 2007 als Stagiaire beim damaligen französischen ProTeam Bouygues Télécom fuhr, erhielt er im zu Beginn der Saison 2008 einen regulären Vertrag bei dieser Mannschaft. Er blieb auch bis zu seinem Karriereende bei diesem Team, für das er alle drei Grand Tours bestritt und beendete. Siege in internationalen Radrennen blieben ihm verwehrt. Sein wertvollstes Karriereergebnis erzielte er auf der achten Etappe der Vuelta a España 2016, wo er die Bergankunft in La Camperona auf dem dritten Platz erreichte.
Nach der Saison 2019 beendete Quéméneur im Alter von 35 Jahren seine Karriere als Radrennfahrer.

## Grand-Tour-Platzierungen
| Grand Tour            | 2010 | 2011 | 2012 | 2013 | 2014 | 2015 | 2016 | 2017 |
| --------------------- | ---- | ---- | ---- | ---- | ---- | ---- | ---- | ---- |
| Giro d’ItaliaGiro     | –    | –    | –    | –    | 80   | –    | –    | –    |
| Tour de FranceTour    | –    | 151  | –    | –    | 83   | 74   | −    | 106  |
| Vuelta a EspañaVuelta | 100  | –    | –    | –    | –    | −    | 74   | –    |